# Радник юстиції

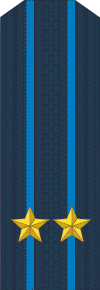
Погон радника юстиції України

Радник юстиції — класний чин в органах прокуратури України та органів юстиції. Присутній також у деяких державах які утворилися після розпаду СРСР у 1991 році (наприклад у Російській Федерації).
Такий класний чин з'явився у прокуратурі СРСР у 1943 році.

## Історія
У СРСР класний чин радника юстиції з'являється згідно з указом Президії ВС СРСР від 16.09.1943 року «О встановленні класних чинів для прокурорсько-слідчих органів прокуратори». Даний класний чин відповідав посадам слідчих з особливо важливих справ при прокурорах союзних республік, старших прокурорів та прокурорів управлінь та відділів, старших слідчих прокуратур союзних республік; старших помічників та помічників прокурорів автономних республік, країв, великих областей (керівники і заступники керівників управлінь і відділів); заступників прокурорів областей, автономних областей, великих міст з районним поділом, транспортних прокуратур, порівняних до прокурорів областей; слідчих з особливо важливих справ прокуратур автономних республік, країв, областей, міст, автономних областей, транспортних та інших прокуратур, порівняних до прокуратур областей; прокурорів автономних округів, міст, районів, транспортних та інших прокуратур, порівняних до районних чи міських прокуратур; заступники директорів Інституту удосконалення слідчих робітників та філіалів Інституту підвищення кваліфікації керівних кадрів з навчальної роботи; завідувачі кафедр навчальних закладів, вчений секретар, завідувачі секторів, лабораторій та відділів Всесоюзного інституту з вивчення причин та розробки мір попередження злочинності.
У прокуратурі України встановлений постановою Верховної Ради України від 6 листопада 1991 року № 1795-XII «Про затвердження Положення про класні чини працівників органів прокуратури України».
У арбітражних судах України встановлений постановою Верховної Ради України від 22 листопада 1991 року № 1852-XII «Про затвердження Положення про кваліфікаційну атестацію та кваліфікаційні категорії арбітрів і класні чини спеціалістів арбітражних судів України».

## Посада
Згідно з постановами, класний чин радника юстиції відповідає посадам:
- Прокуратура:
  - прокурори управлінь та відділів Генеральної прокуратури України;
  - заступники начальників, старші прокурори управлінь і відділів, слідчі в особливо важливих справах, старші слідчі прокуратур Кримської АРСР (пізніше Автономна республіка Крим), областей, м. Києва, транспортних і природоохоронних прокуратур (на правах обласних), слідчі в особливо важливих справах прокуратур міст;
  - прокурори міст другої та третьої груп, районів та прирівняні до них прокурори;
  - заступники прокурорів міст першої групи;
  - начальники відділів, завідувачі кабінетів, лабораторій, викладачі інституту підвищення кваліфікації Генеральної прокуратури України.
- Арбітражний суд:
  - заступники начальників управлінь, начальники відділів, заступники начальників відділів, помічники арбітражних судів.

## Історичні знаки розрізнення радника юстиції СРСР
Знаками розрізнення радників юстиції прокуратури СРСР з 1943 року були шестикутні погони з двома просвітами, на кожному з погонів розміщувалися по дві п'ятипроменеві зірочки. На погонах співробітників прокуратури (як і інших цивільних відомств) зірочки розташовувалися вздовж погону, на відміну від підполковницьких погонів. Між ґудзиком у верхній частині погона та зірочками розташовувалася металева золочена емблема. Розмір погонів дорівнював 14(16)х4 см. Вздовж погона розміщувалася світло-зелена облямівка завширшки 0,3 см.
У 1954 році, погони для прокуратури було скасовано, а знаки розрізнення чинів переходять на оксамитові петлиці з золотою облямівкою завширшки 3 мм. Радник юстиції мав петлиці з двома просвітами та з двома п'ятипроменевими зірочками. Розмір петлиць дорівнював 100 (95 у скошеній частині)х33 мм, розмір зірочки дорівнював 15 мм. У верхній частині петлиці розміщувалася емблема.

## Знаки розрізнення радника юстиції України
У прокуратурі України, позначення чинів знову взяли на себе погони. Радник юстиції має погони подібні до підполковника України (до 2016 року). На погоні з двома блакитними просвітами розташовується дві п'ятипроменеві зірочки. На сорочці погони шестикутної форми з емблемою та ґудзиком у верхній частині погону, на мундирі використовуються нашивні погони п'ятикутної форми